# Fachbereich Evangelische Theologie Marburg

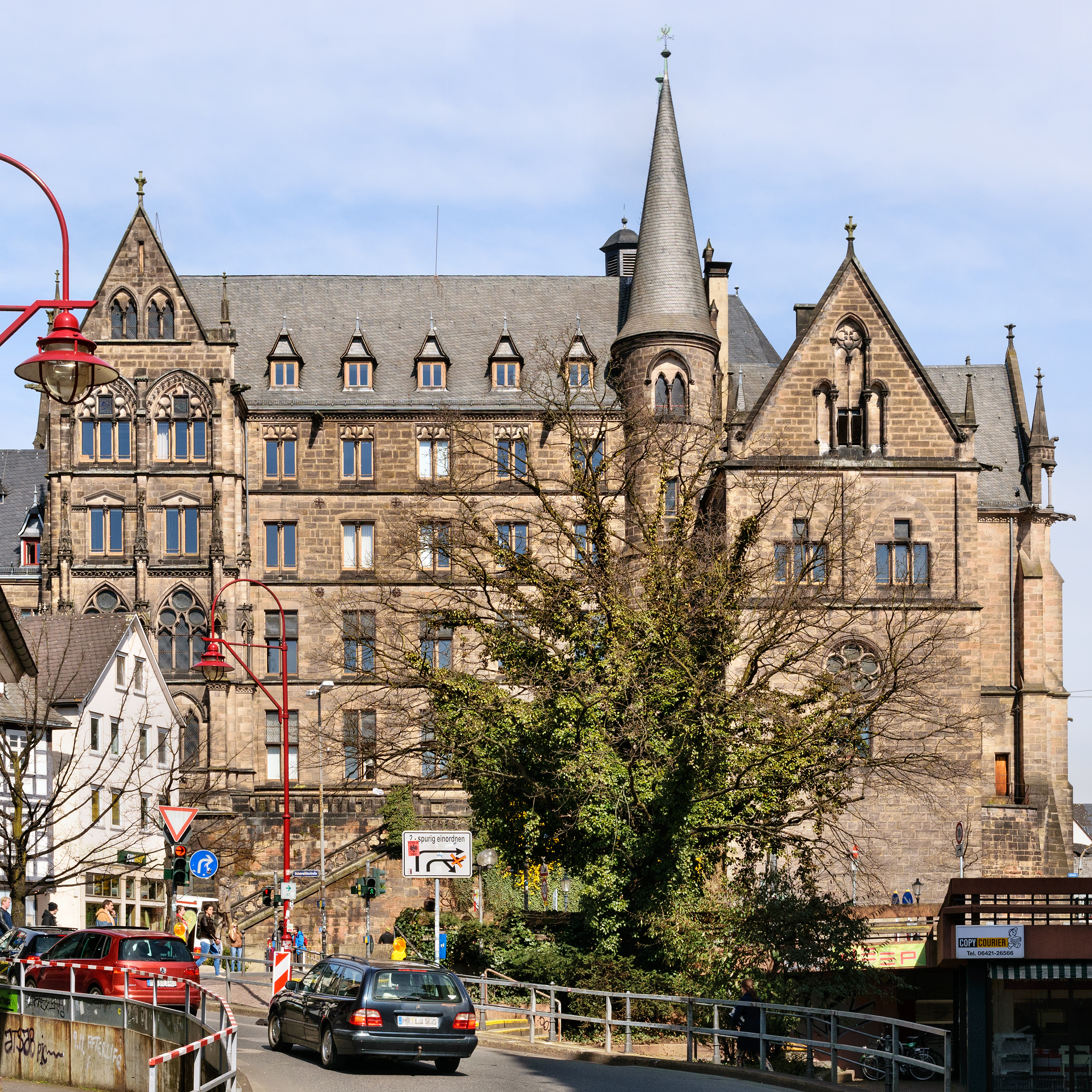
Alte Universität, Sitz des Fachbereichs

Der Fachbereich Evangelische Theologie Marburg ist Teil der Philipps-Universität Marburg. Seit der Gründung der ersten protestantischen Universität 1527 besteht die Fakultät in Marburg. Gelehrt werden nach klassischem deutschen Muster die Fächer Altes Testament, Neues Testament, Kirchengeschichte, Systematische Theologie, Praktische Theologie, Sozialethik und Religionswissenschaften.

## Geschichte
Mit der Gründung der Universität in Marburg wurde der ehemalige Besitz der Klöster der Dominikaner, Franziskaner und Kugelherren der Universität zugeschlagen. In Kirche und Konventshaus der Kugelherren zog die Theologische Fakultät. 1873–1891 wurden das ehemalige Dominikanerkloster an der Weidenhäuser Brücke umfangreich neu gestaltet. Seitdem ist die Theologische Fakultät dort untergebracht. Seit 1880 kann der Fachbereich als Ort moderner Evangelischer Theologie gelten. Diese Impulse sind in der Dialektischen Theologie aufgenommen und umgeformt worden.
Später bildete die Marburger Theologie drei verschiedene Schwerpunkte aus: Die Verbindung von neutestamentlicher Wissenschaft und Hermeneutik, die Etablierung der Religionsgeschichte innerhalb der Theologie und die Akzentuierung der Sozialethik innerhalb der Systematischen Theologie.
Seit den 1970er-Jahren hat der Fachbereich Evangelische Theologie die gesellschaftliche und kulturelle Ausrichtung der Theologie betont und in Fortsetzung seiner Geschichte ein liberales theologisches Profil ausgebildet. Eine interdisziplinäre Ausrichtung sowie ökumenische, ästhetische und feministische Fragestellungen tragen zur aktuellen Profilierung bei.

## Lehrstühle
- Altes Testament: Alexandra Grund-Wittenberg, Christl M. Maier
- Neues Testament: Lukas Bormann, Angela Standhartinger
- Kirchengeschichte: Karl Pinggéra, Wolf-Friedrich Schäufele
- Systematische Theologie: Malte Dominik Krüger, Claus-Dieter Osthövener
- Sozialethik: Friedemann Voigt
- Praktische Theologie: Marcell Saß, Maike Schult
- Religionsgeschichte: Bärbel Beinhauer-Köhler
- Christliche Archäologie und Byzantinische Kunstgeschichte: Beate Böhlendorf-Arslan

## An-Institute
- Institut für Kirchenbau und kirchliche Kunst der Gegenwart (2022 geschlossen)
- Hans von Soden Institut für theologische Forschung

## Persönlichkeiten
- Adam Krafft (1493–1558), Kirchenreformer
- Adolf Harnack (1851–1930), Kirchenhistoriker
- Wilhelm Herrmann (1846–1922), Theologe
- Friedrich Niebergall (1866–1932), Theologe
- Karl Barth (1886–1968), Neutestamentler
- Rudolf Bultmann (1884–1976), Neutestamentler
- Hans von Soden (1881–1945), Kirchenhistoriker
- Ernst Fuchs (1903–1983), Theologe
- Rudolf Otto (1869–1937), Religionswissenschaftler
- Friedrich Heiler (1892–1967), Religionswissenschaftler
- Georg Wünsch (1887–1964), Theologe und Kirchenpolitiker
- Ernst Würthwein (1909–1996), Alttestamentler
- Otto Kaiser (1924–2017), Alttestamentler